# Annabella Sciorra
Annabella Sciorra (New York, 29 marzo 1960) è un'attrice statunitense.

## Biografia

### Primi anni
Nasce a Brooklyn, borough di New York, il 29 marzo 1960, figlia di immigrati italiani. Il padre è un veterinario originario di Carunchio, in provincia di Chieti, e la madre è una casalinga originaria di Formia, in provincia di Latina. Studia danza fin da bambina e, una volta interessatasi alla recitazione, all'età di tredici anni entra a far parte dello studio teatrale Hagen-Berghoff. Dopo aver intrapreso gli studi superiori presso la South Shore High School fondò, a vent'anni, la The Brass Ring Theatre Company. Il momento più alto nella sua carriera artistica lo raggiunge con la candidatura all'Emmy Award per la sua performance nella serie TV I Soprano.

### Carriera
Il suo debutto cinematografico avvenne nel film del 1989 True Love, dove interpreta il ruolo di una complessata ragazza di Brooklyn, diretta dalla regista indipendente Nancy Savoca. Per questo film ha vinto l'Independent Spirit Award come migliore attrice protagonista. Dopo due interpretazioni nel film Il mistero Von Bulow con Jeremy Irons e Glenn Close e nella commedia Insieme per forza con Michael J. Fox, Annabella Sciorra interpreterà un importante ruolo nella pellicola Jungle Fever (1991) di Spike Lee nella parte di Angie Tucci, l'amante italo-americana del personaggio interpretato da Wesley Snipes.
Per Abel Ferrara è la vampira Casanova in The Addiction (1995) e Jeannette, sommessa moglie di Ray (Christopher Walken)  in Fratelli (1996), film di cui è stata anche produttrice associata, e Madame Rosa in New Rose Hotel (1998).
Ha lavorato con attori quali Robin Williams, Tim Robbins e Richard Gere in ruoli molto differenti tra loro, fino all'interpretazione di Gloria Trillo, tormentata amante del protagonista Tony, nella terza stagione della pluripremiata serie televisiva I Soprano, ruolo che le ha valso una nomination agli Emmy Awards nel 2001. Lo stesso anno debutta in Domenica, un film italiano per la regia di Wilma Labate.
Dopo aver partecipato all'episodio pilota della prima ed unica stagione di Law & Order - Il verdetto, Annabella Sciorra è entrata a far parte integrante del cast di Law & Order: Criminal Intent nel ruolo del detective Carolyn Barek, affiancata dal detective Mike Logan interpretato dall'attore Chris Noth. il personaggio appare anche in un episodio della ventiduesima stagione di Law & Order - Unità vittime speciali. Nel 2007 ha interpretato anche delle piccole parti in The L Word e in E.R. - Medici in prima linea. La carriera televisiva si intensifica nel 2018, con la partecipazione a fortunate serie tv come GLOW, Luke Cage e Daredevil. Nelle ultime due, appartenenti all'universo Marvel, ricopre il medesimo ruolo della villain Rosalie Carbone.

## Vita privata
È stata sposata con l'attore Joe Petruzzi dal 1989 al 1993, e dal 2004 al 2007 è stata la compagna dell'attore Bobby Cannavale.
Durante il Caso Weinstein ha testimoniato in tribunale contro il produttore Harvey Weinstein accusandolo di averla stuprata e di averla poi molestata per anni. Dati i suoi rifiuti, Weinstein avrebbe diffuso dicerie sul suo conto secondo cui era una personalità "difficile" con cui lavorare.

## Filmografia

### Attrice

#### Cinema
- True Love, regia di Nancy Savoca (1989)
- Affari sporchi (Internal Affairs), regia di Mike Figgis (1990)
- Cadillac Man - Mister occasionissima (Cadillac Man), regia di Roger Donaldson (1990)
- Il mistero Von Bulow (Reversal of Fortune), regia di Barbet Schroeder (1990)
- Insieme per forza (The Hard Way), regia di John Badham (1991)
- Jungle Fever, regia di Spike Lee (1991)
- La mano sulla culla (The Hand that Rocks the Cradle), regia di Curtis Hanson (1992)
- Perversione mortale (Whispers in the Dark), regia di Christopher Crowe (1992)
- La notte che non c'incontrammo (The Night We Never Met), regia di Warren Leight (1993)
- Triplo gioco (Romeo Is Bleeding), regia di Peter Medak (1993)
- Mister Wonderful (Mr. Wonderful), regia di Anthony Minghella (1993)
- The Addiction - Vampiri a New York (The Addiction), regia di Abel Ferrara (1995)
- Amici per sempre (The Cure), regia di Peter Horton (1995)
- Oltre il silenzio (The Innocent Sleep), regia di Scott Michell (1996)
- Underworld - Vendetta sotterranea (Underworld), regia di Roger Christian (1996)
- Fratelli (The Funeral), regia di Abel Ferrara (1996)
- Little City, regia di Roberto Benabib (1997)
- Destination Anywhere, video, regia di Mark Pellington (1997)
- Cop Land, regia di James Mangold (1997)
- Mr. Jealousy, regia di Noah Baumbach (1997)
- Highball, regia di Noah Baumbach (1997)
- New Rose Hotel, regia di Abel Ferrara (1998)
- Al di là dei sogni (What Dreams May Come), regia di Vincent Ward (1998)
- Above Suspicion, regia di Stephen La Rocque (2000)
- King of the Jungle, regia di Seth Zvi Rosenfeld (2000)
- 20/20 - Target criminale (Once in the Life), regia di Laurence Fishburne (2000)
- Sam the Man, regia di Gary Winick (2001)
- Domenica, regia di Wilma Labate (2001)
- Amori in corsa (Chasing Liberty), regia di Andy Cadiff (2004)
- American Crime, video, regia di Dan Mintz (2004)
- 12 and Holding, regia di Michael Cuesta (2005)
- Prova a incastrarmi - Find Me Guilty (Find Me Guilty), regia di Sidney Lumet (2006)
- Marvelous, regia di Síofra Campbell (2006)
- A Green Story, regia di Nick Agiashvili (2012)
- The Maid's Room, regia di Michael Walker (2013)
- Don Peyote, regia di Michael Canzoniero e Dan Fogler (2014)
- Friends and Romans, regia di Christopher Kublan (2014)
- Wishin' and Hopin', regia di Colin Theys (2014)
- The Inherited, regia di Devon Gummersall (2015)
- Alto, regia di Mikki del Monico (2015)
- Back in the Day, regia di Paul Borghese (2016)
- Le regine del crimine (The Kitchen), regia di Andrea Berloff (2019)

#### Televisione
- Mamma Lucia (The Fortunate Pilgrim) – miniserie TV, 3 episodi (1988)
- Donne dentro: storie dal carcere (Prison Stories: Women on the Inside), regia di Donna Deitch, Joan Micklin Silver e Penelope Spheeris – film TV (1991)
- Favorite Deadly Sins, regia di David Jablin e Denis Leary – film TV (1995)
- Asteroid, regia di Bradford May – film TV (1997)
- Il tocco di un angelo (Touched by an Angel) – serie TV, 1 episodio (2001)
- Jenifer, regia di Jace Alexander – film TV (2001)
- Queens Supreme – serie TV, 13 episodi (2003)
- The Handler – serie TV, 1 episodio (2004)
- I Soprano (The Sopranos) – serie TV, 7 episodi (2001-2004)
- The Madam's Family – The Truth About the Canal Street Brothel, regia di Ron Lagomarsino – film TV (2004)
- Identity Theft: The Michelle Brown Story, regia di Robert Dornhelm – film TV (2004)
- Law & Order - Il verdetto (Law & Order: Trial by Jury) – serie TV, 1 episodio (2005)
- Law & Order: Criminal Intent – serie TV, 12 episodi (2005-2006)
- The L Word – serie TV, 3 episodi (2007)
- E.R. - Medici in prima linea (ER) – serie TV, 2 episodi (2007)
- Mental – serie TV, 12 episodi (2009)
- The Whole Truth – serie TV, 1 episodio (2010)
- The Good Wife – serie TV, 1 episodio (2012)
- Blue Bloods – serie TV, 6 episodi (2013, 2021-2024)
- CSI - Scena del crimine (CSI: Crime Scene Investigation) – serie TV, 2 episodi (2013)
- Taxi Brooklyn – serie TV, 1 episodio (2014)
- Bull – serie TV, 1 episodio (2017)
- GLOW – serie TV (2018)
- Luke Cage – serie TV, 2 episodi (2018)
- Daredevil – serie TV (2018)
- Truth Be Told – serie TV (2019-in corso)
- Law & Order - Unità vittime speciali (Law & Order: Special Victims Unit) – serie TV, episodio 22x07 (2021)
- Tulsa King - serie TV (2022-in corso)

### Produttrice
- Fratelli (The Funeral), regia di Abel Ferrara (1996) - produttrice associata
- Alto, regia di Mikki del Monico (2015)

## Doppiatrici italiane
Nelle versioni in italiano delle opere in cui ha recitato, Annabella Sciorra è stata doppiata da:
- Laura Boccanera in Cadillac Man - Mister occasionissima, Triplo gioco, La notte che non c'incontrammo, Mr. Wonderful, Asteroid, Prova a incastrarmi - Find Me Guilty, Mental, Law & Order - Unità vittime speciali
- Roberta Greganti in Al di là dei sogni, Law & Order: Criminal Intent, E.R. - Medici in prima linea, The Good Wife, Bull
- Emanuela Rossi in Insieme per forza, Cop Land, Mamma Lucia
- Micaela Esdra in Amici per sempre, Fratelli
- Giuppy Izzo in Jungle Fever, Perversione mortale
- Antonella Rinaldi in Affari sporchi
- Anna Cesareni ne La mano sulla culla
- Elettra Bisetti in The Addiction - Vampiri a New York
- Claudia Catani ne I Soprano
- Sabrina Duranti in Law & Order - Il verdetto
- Selvaggia Quattrini in 20/20 - Target criminale
- Alessandra Cassioli in Amori in corsa
- Emanuela D'Amico in Blue Bloods (ep.11x08, 11x15, 12x06, 13x13, 14x06)
- Ludovica Modugno in CSI - Scena del crimine
- Cinzia De Carolis in GLOW
- Alessandra Korompay in Truth be Told
- Irene Di Valmo in Luke Cage
- Tiziana Avarista in Tulsa King